# 観天望気
観天望気（かんてんぼうき）は、自然現象や生物の行動の様子などから天気の変化を予測すること。また広義には経験則をもとに一定の気象条件と結論（天候の変化の予測）の関係を述べたことわざのような伝承のことをいう。
古来より漁師、船員などが経験的に体得し使ってきた。英語の Weather lore は、気象伝承を意味する。また、天気占いとも呼ばれる。観天望気は科学的な観測に基づく公式な天気予報に代替できるものではないが、天気の変化の参考になるものもある。

## 主な観天望気
古くから天気を予想することは漁師・農民・商人など多くの人々にとって重要なものであり、世界各地で観天望気を用いて天気を予想してきた。世界中で広く浸透しているものとしては次のようなものがある。
- 「夕焼けの次の日は晴れ」 --地球上の多くの場所では、天気が西から東へ移動するため
- 「太陽や月に輪（暈）がかかると雨か曇り」 --温暖前線の接近に伴う巻層雲のため

以下は日本国内で知られる主な観天望気を列挙する。その正確性には差があり、まちまちな解説がなされることもある。ここでは幾つかについて、なされることの多い説明を付記している。

### 生物から
また、日本では古来から鳥や虫などの状態から予想する観天望気も伝わる。
- 「ハチが低く飛ぶと雷雨」 --湿度が高いと、昆虫が低く飛ぶとされる
- 「ツバメが低く飛ぶと雨」 --湿度が高いと、えさとなる昆虫が低く飛ぶためと説明されるため
- 「カエルが鳴くと雨」--全呼吸の30～50％を皮膚呼吸で補っているといわれていて、雨が降る前のような湿気の高い状態だと皮膚から二酸化炭素を排出
- 「ネコが顔を洗うと雨」　--湿度が高いとき、顔や髭に水滴がつきやすくなる。それを猫が拭うためとされる
- 「ミミズ」が地上に這い出したら大雨
- 「ヤマバト」が鳴くと雨になる
- 「クモ」が糸を張ると明日は天気が良い

### 雲から
なお、気象学的に考えてもっとも信用性があるのは、雲を使った予想である。
- 「かなとこ雲が出ると竜巻」
- 「うろこ雲（巻積雲）は天気変化の兆候」
- 「おぼろ雲（高層雲）は雨の前ぶれ」 --温暖前線の接近によって高層雲が現れるため
- 「夏の朝曇りは晴れ」
- 「山に笠雲がかかると雨や風」 --低気圧や前線に伴う風により、湿度の高い空気が山の斜面を上って水蒸気が凝縮するため
- 「上り雲（北に向かう雲）は雨、下り雲（南に向かう雲）は晴れ」 --低気圧の前面は南寄り、後面は北寄りの風となるため

飛行機雲に限っては自然に発生するものではないが、水蒸気の関係から科学的根拠が見られる。
- 「飛行機雲がすぐに消えると晴れ」 --上空の湿度が低いため
- 「飛行機雲が広がると悪天になる」

### その他など
他に、虹などの気象現象を利用したものから、煙など人工的な現象をも対象とするものがある。
- 「朝虹は雨、夕虹は晴れ」--朝虹は東からの太陽によって西に見える。虹が見える=湿度が高い。やがて西から東へ来るので雨。
- 「朝焼けは雨」
- 「星が瞬くと風強し」 --強風下では、大気のゆらぎが強くなる
- 「煙が立つか東にたなびけば晴れ、西にたなびくと雨」 --低気圧接近時は、東寄りの風が多いため
- 「（鐘の）音が遠くまで響けば雨・嵐」 --前線などで上空に暖かい空気が入り逆転層ができると、音波の伝播方向に影響を与えるため
- 「リウマチが痛むと雨」 --気圧に結びつけた説明がされることもある
- 「茶碗のご飯粒がきれいに取れると雨」 --湿度が高いためとされる
- 松本市において「南風が吹くと雨が降る」

### 長期予報に関するもの
昔から長期予報は人々の関心事であったが、正確性については不明確なものが多い。
- 「カマキリの卵が高いところに作られると雪が多い」
- 「ハチの巣が低いところに作られると台風が多い」

## 西洋

### ドイツ
ドイツでは、気象伝承は、一般にはバウエルンレーゲル（Bauernregel、直訳「農民の法則」）と呼ばれ、「農事金言」、「農民の言い伝え」、「天気俚諺」などと訳されるが定訳はない。これは気象に限った諺でないので誤謬がある。厳密にいえばヴィッテルングスレーゲル（Witterungsregel）と呼ぶべきであるが定着してしまっている。

#### 暦の気象伝承

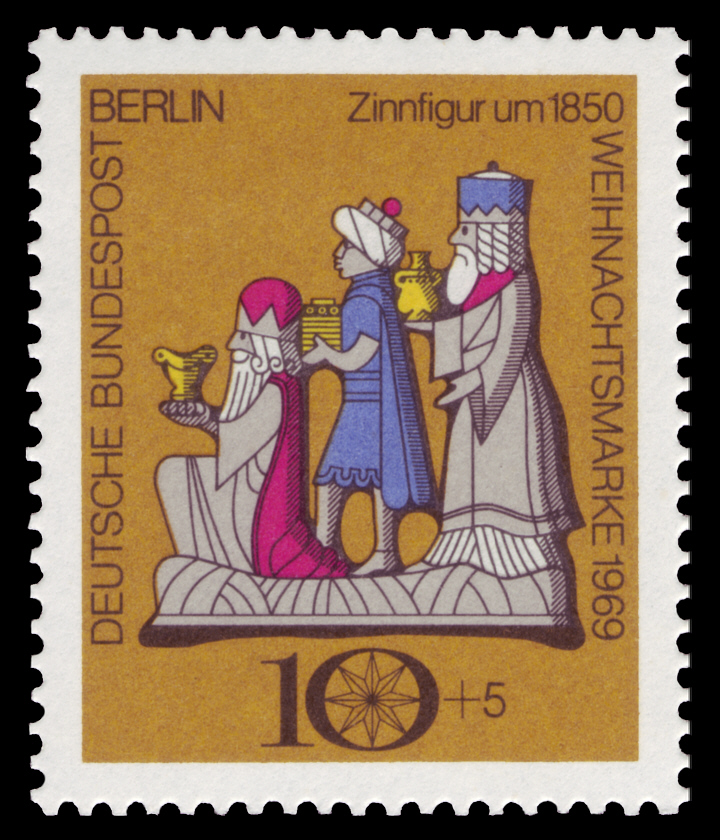
三賢王
―旧西ベルリンの切手

一年の特別な日（キリスト教の教会暦の祝日など）の条件いかんでその後の季節の気象が決まる法則は多い。これはドイツに限らず、ヨーロッパ諸国でも共通または類似した法則はある。ただ、こうした特別日は、ドイツでは「運命の日」（Lostag）と呼ばれている。
一例を挙げると：
- ist bis dreikönig kein winter folgt keiner mehr dahinter

（三人の王の日までに冬がなければ、もうその後に訪れはしない）
がある。「三人の王」は三賢王（東方三博士）で、その日は1月6日の公現祭を指す。
他の例についてはドイツの気象伝承の一覧を参照。